# Gliczyna
Glizcyna est un village du sud de Pologne, située dans la voïvodie de Basse-Silésie.